# Itharasanahalli, Kolar
Itharasanahalli là một làng thuộc tehsil Kolar, huyện Kolar, bang Karnataka, Ấn Độ.